# Funivia di San Genesio
La funivia di San Genesio (in tedesco Seilbahn Jenesien) collega i comuni italiani di Bolzano e San Genesio Atesino, risalendo l'altopiano del Monzoccolo, nella provincia dell'Alto Adige.

## Storia
L'idea di istituire un collegamento funiviario tra Bolzano e San Genesio si deve all'imprenditore Peter Überbacher, che negli anni 1930 intuì l'importanza di un simile impianto per rendere più veloce e agevole il collegamento tra i due centri abitati.
I lavori vennero avviati a stretto giro: la stazione a valle fu costruita alla periferia nord della città, nei pressi del ristorante Gurhof e di Castel Roncolo (a circa 306 metri di quota), mentre la stazione a monte sorse in località Grummenbichl, a circa 500 m di distanza dal centro di San Genesio. Il progetto fu curato dagli ingegneri Luis Zuegg e di Franz Gnadlinger, che applicarono il sistema Bleichert-Zuegg (sviluppato congiuntamente alla Adolf Bleichert & Co. di Lipsia.)

### Ammodernamenti e problematiche
Nel corso degli anni la funivia è stata più volte ammodernata: un primo intervento venne attuato nel 1966 ad opera dell'ingegnere Hubert Zuegg; seguì poi un riallestimento sostanziale dell'impianto, eseguito nel maggio del 1982 dalla ditta Hölzl.
Nel luglio 2000 la funivia è stata oggetto di una completa revisione infrastrutturale, delle funi e dei motori, senza però intervenire sull'aspetto tecnico-estetico dell'impianto.
A fine dicembre 2014 la funivia venne chiusa a seguito di un evento franoso lungo il tracciato, che aveva lesionato e reso pericolante uno dei piloni di sostegno; effettuate verifiche e consolidamenti, il servizio fu riattivato nel giugno seguente.

### Progetti di ricostruzione
Nel 2010 venne ventilata la possibilità di allungare il tracciato, costruendo una nuova stazione a valle più vicina a piazza Gries (nel quartiere bolzanino di Gries-San Quirino), tale da risultare più facilmente raggiungibile per i cittadini. Il 21 dicembre 2015 la giunta della Provincia autonoma di Bolzano approvò uno studio preliminare per costruzione di una nuova tratta di funivia aerea con arrivo in prossimità del Ponte Talvera, nella circoscrizione di Gries-San Quirino: la vecchia stazione valliva sarebbe stata convertita in fermata intermedia e di incrocio e i lavori avrebbero incluso una generale riqualificazione del tessuto urbano, con la costruzione e l'apertura di punti informativi, nuovi posteggi per auto e biciclette, spazi commerciali e altre aree pubbliche.
Tale idea (il cui costo stimato ammontava a 25,4 milioni di euro) rimase però sulla carta: alla stesura di un progetto definitivo si giunse solo dopo che nell'ottobre 2017 la provincia di Bolzano (mediante la controllata Strutture Trasporto Alto Adige) ebbe indetto un concorso pubblico di idee. Nel maggio 2018 la commissione giudicante composta da tecnici, rappresentanti della provincia e dei comuni di Bolzano e San Genesio Atesino ha scelto la proposta dell'architetto Marco Sette, che rinuncia al proposito di allungamento del tracciato verso valle in favore di una riqualificazione del sedime esistente: le due stazioni mantengono pressappoco la medesima posizione, ma vengono integralmente ricostruite, includendo nelle strutture aree commerciali e informative, posti auto, stalli per biciclette, terrazze panoramiche e adeguate vie d'accesso ciclo-pedonali. L'impianto funiviario viene integralmente ricostruito: le due nuove cabine dispongono di 45 posti (per una capacità di 450 persone l'ora in entrambe le direzioni) e non prevedono più la presenza del manovratore a bordo (sostituito da un singolo agente in sala di controllo), i sostegni intermedi delle funi calano da 7 a 3 e il tempo di percorrenza viene ridotto a 5 minuti e 40 secondi. Il costo stimato dell'intervento è di circa 20 milioni di euro, versati dall'amministrazione provinciale per quanto concerne gli interventi sull'infrastruttura e dai comuni coinvolti per le "opere fredde" di appoggio. L'inizio dei lavori è previsto tra il 2019 e il 2020. L'impianto è stato chiuso il 22 novembre 2020.

## Tecnica

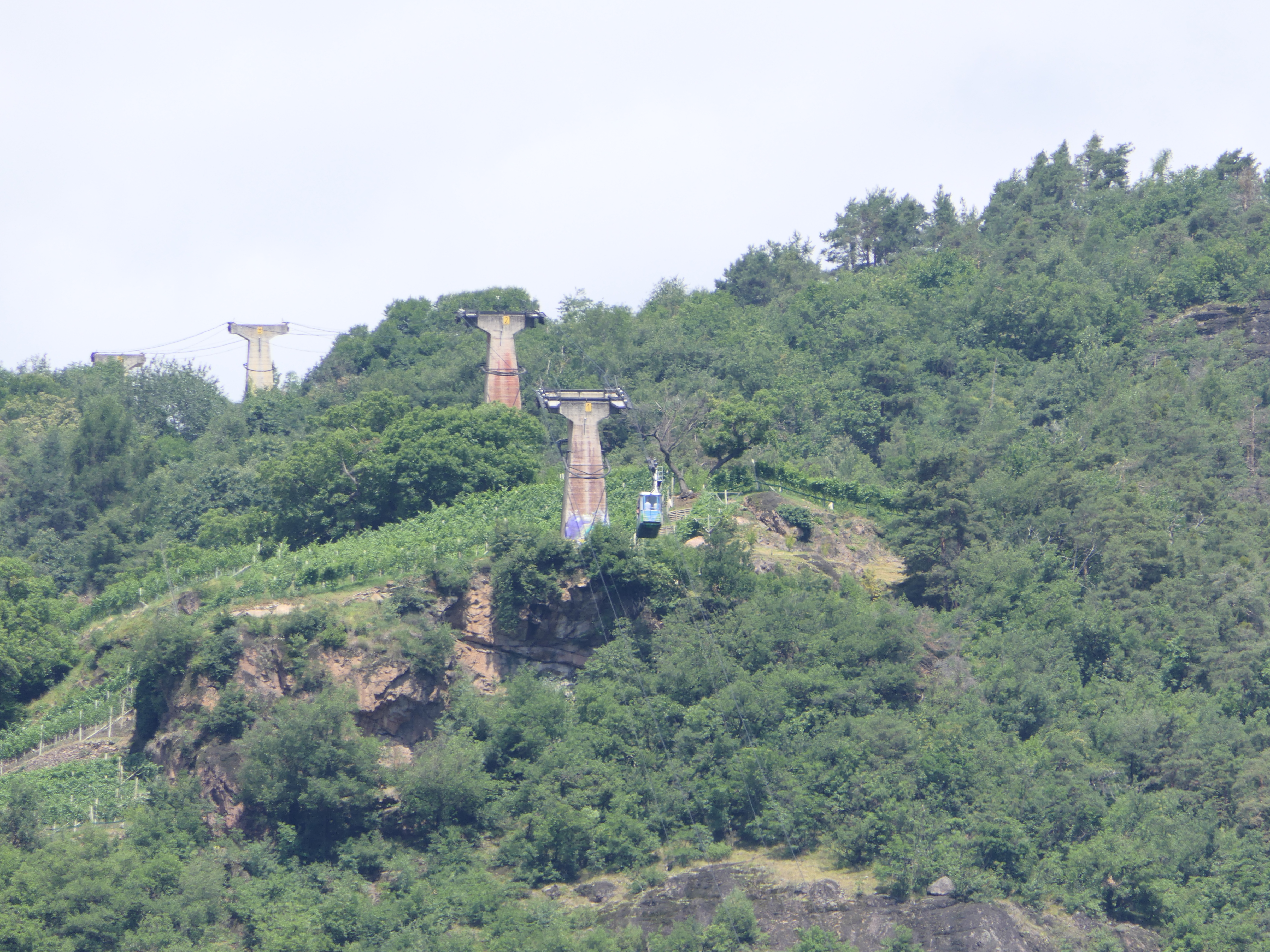
Vista su alcuni piloni di sostegno e su una delle cabine in corsa.

Il percorso della funivia si sviluppa per 2488 m effettivi (2355 m di sviluppo in pianta) ed è dotato di sette sostegni intermedi in calcestruzzo armato e acciaio. L'impianto adotta il sistema a "va e vieni": vi effettuano servizio parallelamente due cabine capaci ciascuna di 21 posti in piedi, più il manovratore o l’agente di scorta, con un cestello esterno per il trasporto di oggetti ingombranti; la velocità di esercizio è di circa 20 km/h.
Dalle cabine si gode un ampio panorama sul Catinaccio e sui gruppi dolomitici circostanti, sui vigneti della bassa val Sarentina, sul Renon e sulla città di Bolzano in prospettiva nord-sud.
L'impianto è dotato di funi contrappesate a valle (con zavorra da 30 tonnellate) e ancorate a monte. Il cavo portante è di tipo Ercole, fissato al contrappeso a valle con catene Galle, mentre quello traente è di tipo Filler. Vi è poi il cavo di soccorso, con caratteristiche analoghe a quello di trazione.
Nella stazione a monte sono collocati l'argano motore principale e l'unità motrice secondaria di soccorso.

## Esercizio
La gestione dell'impianto è curata da SAD SpA, concessionaria per conto della provincia autonoma di Bolzano. Il servizio prevede tutti i giorni un cadenzamento semiorario delle corse dalle 8:30 alle 12:00 e dalle 15:00 alle 18:30.